# Schipbeek

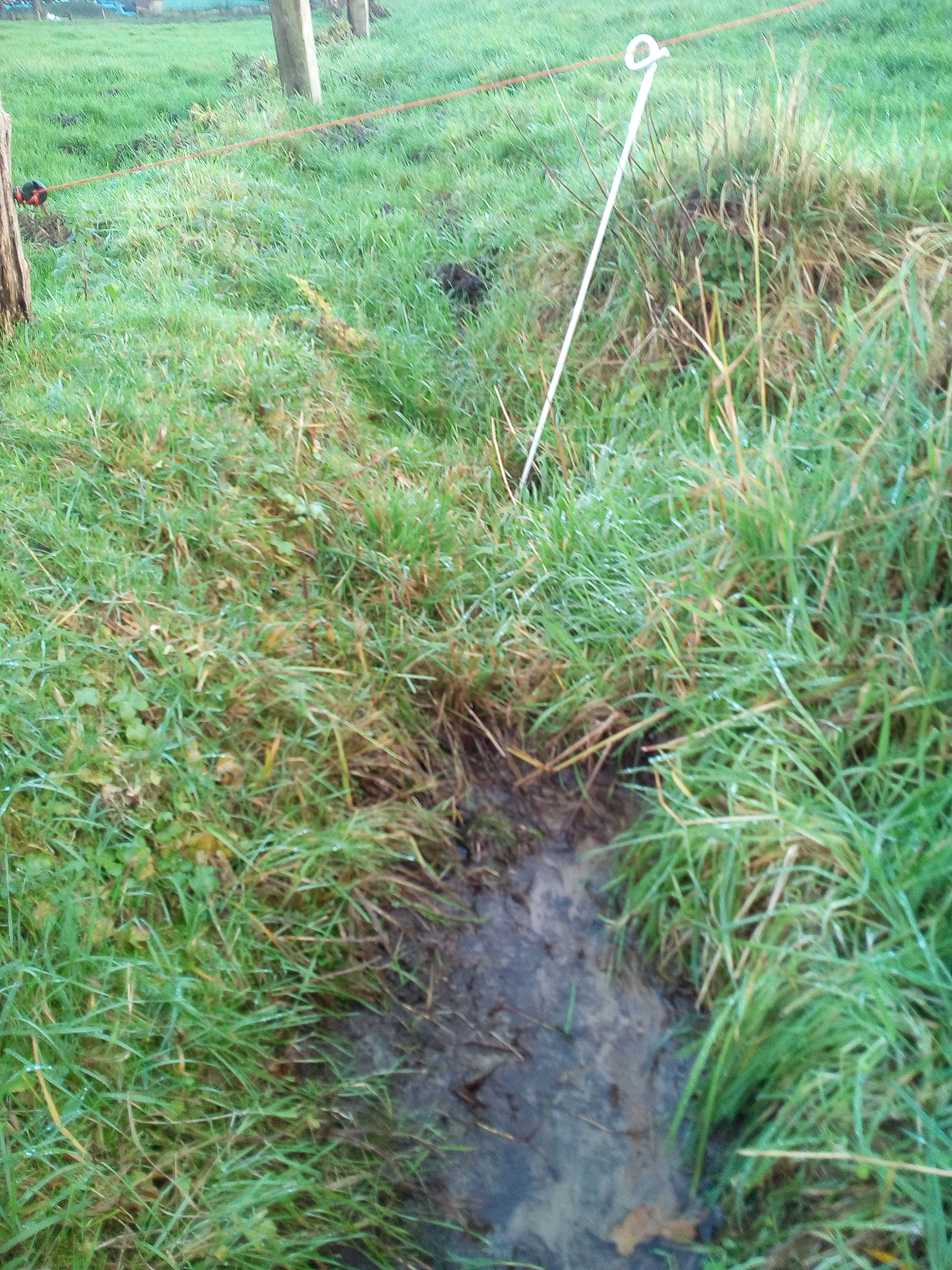
Quelle der Ahauser Aa nahe der "Bröke"

Der Schipbeek ist ein Nebenfluss der Gelderschen IJssel. In seinem Ober- und Mittellauf trägt er abweichende Bezeichnungen, insgesamt wechselt er dreimal seinen Namen:
1. Ahauser Aa: von der Quelle bis Ahaus
2. Alstätter Aa: von Ahaus-Alstätte bis zur niederländisch-deutschen Grenze
3. Buurser Beek: von der Staatsgrenze bis zum Twentekanal
4. Schipbeek: vom Twentekanal bis zur Mündung in die IJssel

Die Länge des Flusses von der Quelle bis zur Mündung in den Niederlanden beträgt 86 Kilometer, davon liegen 27 Kilometer in Nordrhein-Westfalen. Das gesamte Einzugsgebiet umfasst 352 km², davon fallen 151 km² auf Nordrhein-Westfalen.
Die Quelle liegt südöstlich von Ahaus und südwestlich von Legden im Liesner Wald auf 59 Meter. Von der Quelle an fließt die Ahauser Aa in nordwestlicher Richtung nach Ahaus. Als Alstätter Aa durchquert sie Alstätte und überschreitet unmittelbar westlich der Haarmühle die Grenze zu den Niederlanden. Hier durchfließt sie als Buurser Beek die Orte Buurse, Haaksbergen und Neede. Vom Twentekanal an, den der Fluss aus Richtung Osten von der deutsch-niederländischen Grenze her kommend kreuzt, fließt sie als Schipbeek über Bathmen weiter nach Westen und mündet südlich von Deventer in die Geldersche IJssel.